# The Reindeer Section
The Reindeer Section – szkocka indierockowa supergrupa założona w 2001 roku, przez frontmana zespołu Snow Patrol, Gary’ego Lightbody'ego. Wydała ona dwa albumy, w 2001 i 2002 roku. W jednym z wywiadów dla Times Online, Lightbody zadeklarował, że jest zainteresowany pracą nad nowym albumem, jednakże dopiero po tym, gdy ukaże się kolejna płyta Snow Patrol, prawdopodobnie pod koniec 2007 roku.

## Historia

### Formacja iY’All Get Scared Now, Ya Hear!: 2001
Wszystko zaczęło się podczas spotkania Lightbody'ego z członkami zespołu Lou Barlow w Glasgow, 2001 roku. Gary, będąc pod wpływem alkoholu rzucił wyzwanie innym mówiąc „nagrajmy razem album”, na co każdy odpowiedział „yeah, yeah”. Lightbody poszedł do domu i następnego dnia napisał cały album. Zdołało mu się później przekonać Johhny'ego Davisa z Bright Star do sesji nagraniowej i wydania albumu. Grupa spotkała się po trzech dniach w sali nagraniowej i w dziesięć dni nagrała wszystkie piosenki i wyprodukowała płytę. Y’All Get Scared Now, Ya Hear! został wydany 20 października 2001 roku.

### Luka iSon of Evil Reindeer: 2002
Son of Evil Reindeer został wydany dziesięć miesięcy po tym, jak na rynku ukazał się pierwszy album supergrupy, który zyskał dość niepochlebne oceny krytyków. Druga płyta miała nieco inną linię muzyczną i zyskała zdecydowanie lepsze opinie. Singel „You Are My Joy” pojawił się w jednym z odcinków serialu Grey's Anatomy oraz w czwartej serii serialu Queer as Folk. Piosenka „Cartwheels” posłużyła jako tło muzyczne serialu Życie na fali, w odcinku „The Second Chance”.

## Członkowie zespołu
- Alfie
  - Ben Dumville
  - Lee Gorton
  - Sam Morris
- Arab Strap
  - Colin Macpherson
  - Malcolm Middleton
  - Aidan Moffat
- Astrid
  - William Campbell
  - Charlie Clarke
  - Neil Payne
  - Gareth Russell
- Belle and Sebastian
  - Richard Colburn
  - Mick Cooke
  - Bob Kildea
- Cadet
  - Iain Archer
- Eva
  - Jenny Reeve
  - Sarah Roberts
- Idlewild
  - Roddy Woomble
- Mogwai
  - John Cummings
- Mull Historical Society
  - Colin MacIntyre
- Snow Patrol
  - Gary Lightbody
  - Mark McClelland
  - Jonny Quinn
- Teenage Fanclub
  - Norman Blake
- The Vaselines
  - Eugene Kelly
- Michael Bannister
- Roy Kerr
- Paul Fox
- Marcus Mackay
- Gill Mills
- Stacie Sievewright

## Dyskografia

### Albumy
- Y’All Get Scared Now, Ya Hear!
  - Wydany: 30 października 2001
- Son of Evil Reindeer
  - Wydany: 13 sierpnia 2002

### Single
| UK Singles Chart |                  |             |                      |   |
| 10 czerwca 2002  | „You Are My Joy” | Bright Star | Son of Evil Reindeer | - |